# Huêtre
Huêtre település Franciaországban, Loiret megyében. Lakosainak száma 282 fő (2022. január 1.). Huêtre Bricy, Chevilly, Gidy és Sougy községekkel határos.

## Népesség
A település népességének változása:
| Lakosok száma | 222  | 162  | 179  | 207  | 279  | 274  | 283  | 284  | 285  | 282  |
|               | 1968 | 1982 | 1990 | 2006 | 2013 | 2015 | 2017 | 2019 | 2020 | 2022 |